# 2017年ドナルド・トランプ大統領就任式
2017年ドナルド・トランプ大統領就任式（にせんじゅうしちねんドナルド・トランプだいとうりょうしゅうにんしき）は、2017年1月20日（アメリカ東部時間）に挙行された、ドナルド・トランプの第45代アメリカ合衆国大統領就任、およびマイク・ペンスの第48代副大統領就任に際して、それぞれ就任宣誓を披露する式典である。公開式典はワシントンD.C.のアメリカ合衆国議会議事堂の西側正面で行われた。

## 概要
就任式のテーマは「アメリカ独特の （Uniquely American）」 で、「アメリカ独特の我々の立憲制度の表れ（a uniquely American expression of our Constitutional system）」とのフレーズで就任式典を目立たせる。このテーマは、権力の平和的な移行と、アメリカ人が「永続的な共和政体を背景として統合されている（united behind an enduring republic）」ことも強調している。就任式典に関連して、コンサート、宣誓就任式、昼食会とパレード、就任舞踏会、異宗教間の就任礼拝行事等のイベントが、2017年1月17日から1月21日にかけてワシントンD.C.で開催される。
2017年1月20日の宣誓就任式でトランプに大統領就任の宣誓（Oath of office of the President of the United States）をさせるのは、アメリカ合衆国最高裁判所長官のジョン・ロバーツである。同様に、副大統領に就任するペンスに宣誓就任式で就任宣誓させるのは、アメリカ合衆国連邦最高裁判所陪席判事のクラレンス・トーマスである。トランプは、バラク・オバマの大統領就任式で使われたものと同じリンカーン聖書、およびトランプ個人が子供の頃に使った聖書に手を置いて宣誓した。

## 抗議活動

### ボイコット
野党である民主党の議員のうち、ジョン・ルイス下院議員をはじめとする60人が就任式に出席しない意向を明らかにした。また、エルトン・ジョンやセリーヌ・ディオンといった芸能人も大統領就任式への出演依頼を拒否した。

### デモ活動

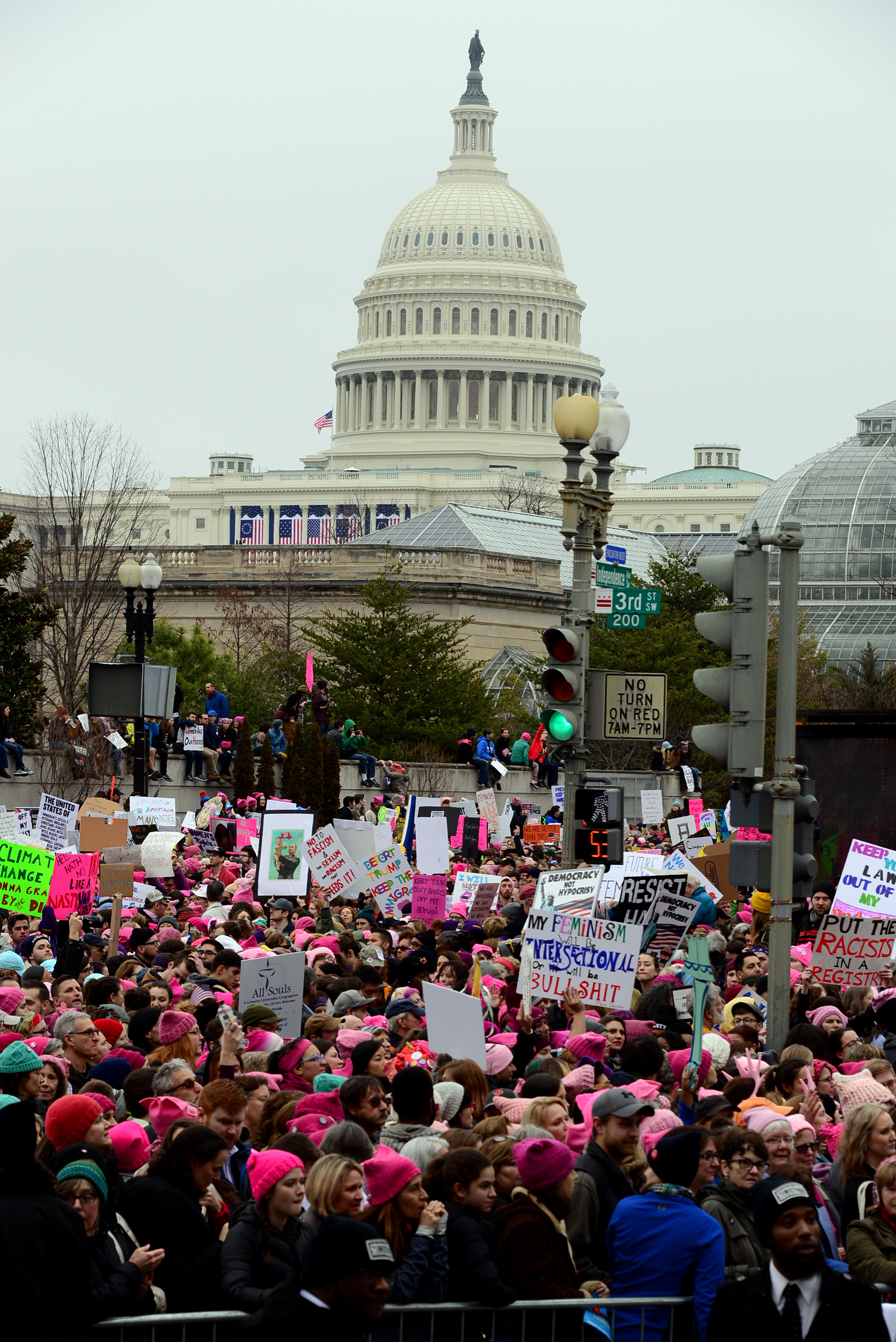
ワシントンDCでのデモ

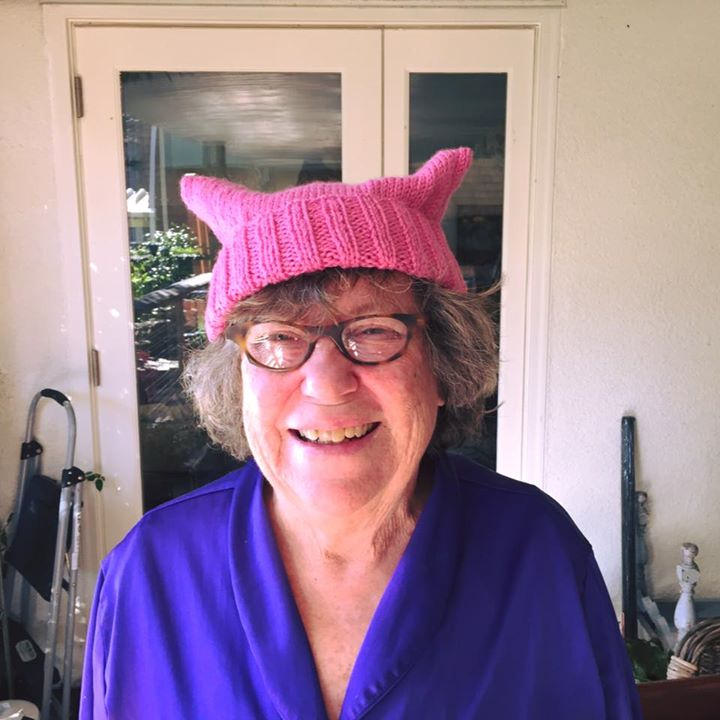
プッシーハットをかぶった女性

アメリカ国内では、トランプの大統領就任に反対するデモが実施された。就任式当日のデモの参加者の一部が暴徒化した結果、ワシントンDCでは少なくとも217人の逮捕者が出た。
多くの女性たちは、手製の猫耳ニット帽「プッシーハット」をかぶってデモ行進を行った。このプッシーハットはカリフォルニアに住む二人の女性が、「誰でもできる」ユニークで視覚的な主張として考案したものであり、トランプが過去に「女性器（pussy）をまさぐる」という発言をしたことと、英語で「可愛い子猫ちゃん」を意味する「pussycat」にかけて命名された。2017年1月21日にワシントンDCで開かれたデモには約50万人が集まり、女優スカーレット・ヨハンソン、映画監督マイケル・ムーア、女性運動家グロリア・スタイナムといった著名人も参加したほか、歌手のマドンナが『エクスプレス・ユアセルフ』等を披露した。
デモの主催者は、デモが世界600か所以上で行われ、オンライン上で参加登録した人数は250万人を突破したことを発表した一方、日本経済新聞は2017年1月22日の記事の中で全世界での参加人数は数百万人に上ったと推測している。